# Aloïs Brandl (philologue)
Pour les articles homonymes, voir Aloïs Brandl et Brandl.
Alois Brandl (* 21 juin 1855 à Innsbruck; † 5 février 1940 à Berlin) est un philologue austro-allemand.

## Biographie
Alois Brandl étudie à Vienne, Berlin et Londres. Après des professorats dans les universités de Prague, Göttingen et Strasbourg, il obtient la chaire de philologie anglaise de Berlin. Brandl est cofondateur, avec Julius Zupitza, en 1895 de l'institut de philologie anglaise et américaine de l'Université Humboldt de Berlin. Il y est donné un séminaire romano-anglais, à l'initiative de Zupitza en 1877 avec le romaniste Adolf Tobler. Avec le soutien de Brandl, la romanistique se dissocie du séminaire après la mort de Tobler. Ainsi se produit à Berlin la transition de la philologie classique à la philologie moderne.
Brandl saisit la valeur, différemment de Zupitza, de la prémoderne et moderne langue, littérature et culture de la Grande-Bretagne.
Aloïs Brandl est l'un des signataires du manifeste des 93 du 4 octobre 1914, récusant les accusations d'exactions de l'armée allemande.

## Hommage
Brandl a été de 1901 à 1921 président de la Compagnie Germanique de Shakespeare à Weimar. En 1904, il fut ordonné membre de l'Académie des Sciences de Prusse. Brandl présida la Société pour l’Étude des Langues Modernes et membre de la Royal Society of Literature ainsi que le l'Académie de Vienne.